# Артур Александер
Артур Александер — американський музикант, співак ритм-енд-блюзу та популярної музики.
Артур Александер народився 10 травня 1940 у Флоренс, штат Алабама, США. Він виконував ритм-енд-блюзові пісні, деякі з яких пізніше переспівували більш відомі гурти. Так, «Anna (Go To Him)» стала відомою у виконанні The Beatles, «You Better Move On» — The Rolling Stones, а «A Shot of Rhythm and Blues» — Джонні Кідд. Серед інших відомих композицій Александера — пісні «Go Home Girl», «Soldier of Love», «Every Day I Have to Cry Some».
В середині 1970-х років Александр залишив музичну індустрію та працював водієм автобуса. Лише 1993 року він повернувся на сцену, та записав перший за 21 рік альбом Lonely Just Like Me. В травні 1993 року він підписав контракт на запис нового альбому, але за місяць помер від серцевого нападу.